# Gran Premio di superbike di Donington 1988
Il Gran Premio di superbike di Donington 1988 è stato la prima prova della prima stagione del mondiale superbike.

## Resoconto
Fonti
Il primo gran premio della storia del mondiale Superbike si svolse il 3 aprile 1988 sui 3,149 km del circuito di Donington Park, si iscrissero oltre sessanta piloti, molti di questi erano presenti in quanto la prova del mondiale si corse in abbinamento a quella dell'"Eurolantic Challenge" (gare a squadre dove si sfidarono: una compagine di piloti statunitensi, una squadra europea e due squadre di piloti britannici). Di questi piloti solo 45 si presentarono alle prove di qualificazione, con la pole position che viene inizialmente realizzata da Doug Polen del team Yoshimura Suzuki, ma il pilota statunitense viene squalificato (e privato dell'opportunità di partecipare alle gare domenicali) in quanto la sua moto superava la cilindrata prevista da regolamento per le quattro cilindri. La Suzuki GSX-R750 guidata da Polen risultò ai controlli avere una cubatura di 765 cm³, contro il limite imposto di 750 cm³, la problematica derivava dal fatto che il regolamento AMA Superbike (campionato in cui correva Polen) consentiva determinate modifiche alle motociclette, tali da poter sforare i 750 cm³ alle quattro cilindri, mentre il regolamento del mondiale Superbike era più rigido (non prevedeva deroghe). Congiuntamente alla squalifica di Polen venne estromesso anche il compagno di squadra, Scott Gray, che portava in pista una moto con identiche specifiche. Con l'esclusione di Polen dalla griglia di partenza, la pole viene assegnata d'ufficio al secondo pilota più veloce, Roger Burnett, che diviene il primo autore di una pole position in un GP del mondiale Superbike.
Nella prima gara si schierarono al via 39 piloti dei 45 che presero parte alle qualifiche, oltre ai due esclusi (Polen e Gray), tre piloti non riuscirono a qualificarsi ed uno non prese il via. Il primo vincitore di una gara nella storia del mondiale Superbike è Davide Tardozzi con la Bimota YB4, anche se a pochi giri dal traguardo stava per ritirarsi a causa di problemi all'iniezione elettronica della sua moto, che si spegneva improvvisamente, obbligando Tardozzi a riavviarla manualmente con la chiave, resettando in questo modo il sistema elettronico che gestiva l'iniezione. Al secondo posto Marco Lucchinelli, presente in Gran Bretagna quale unico rappresentante della Ducati, alla guida di una 851. Al terzo posto si classifica Joey Dunlop con la Honda RC30 del team Shell Gemini Oil, il pilota nordirlandese poteva vantare grande esperienza con le moto derivate dalla produzione di serie, avendo vinto cinque mondiali in Formula TT e diverse gare su strada (tra queste, numerose le sue vittorie al Tourist Trophy e all'Ulster GP).
Nella seconda gara si ripropose il confronto Tardozzi-Lucchinelli per le prime due posizioni, con il pilota della Bimota che, in testa alla corsa al termine del penultimo giro, cade quando mancavano poche curve al traguardo e lascia la vittoria al connazionale della Ducati. Secondo in gara due arriva lo statunitense Fred Merkel, anche lui con un lungo trascorso con le derivate dalla serie, visti i tre titoli in AMA Superbike.
Terminate le due gare, numerose furono le problematiche e le polemiche in sede di assegnazione dei punteggi per la classifica mondiale, con gli organizzatori che decisero di posizionare i piloti in base alla sommatoria dei tempi delle due gare. La Bimota in difesa di Tardozzi, che vinse gara uno ma si ritrovò escluso dalla gara combinata in quanto non riuscì ad arrivare al traguardo della seconda gara, fece subito presente alla giuria di gara che il regolamento FIM prevedeva di assegnare i punti per le singole gare e non di sommare i tempi delle due prove. Nonostante questo, tutti i ricorsi e le rimostranze presentate dalla casa motociclistica riminese vennero rigettate, la sola cosa che ottenne fu un chiarimento da parte della Federazione Internazionale, che specificava che per tutti gli altri GP si sarebbe usato un metodo di assegnazione del punteggio alle singole gare, quindi il metodo della sommatoria dei tempi non si sarebbe dovuto più utilizzare.
I risultati della gara combinata secondo la sommatoria dei tempi delle due gare, vede Lucchinelli vincere il GP con conseguente assegnazione dei venti punti, 17 punti per il secondo posto di Merkel e 15 punti al terzo posto di Joey Dunlop.

## Gara 1
Fonti

### Arrivati al traguardo
| Pos. | Nº | Pilota            | Squadra                  | Motocicletta     | Giri | Tempo              | Griglia |
| ---- | -- | ----------------- | ------------------------ | ---------------- | ---- | ------------------ | ------- |
| 1º   | 2  | Davide Tardozzi   | Bimota SpA               | Bimota YB4       | 30   | 37 min 50 s 720 ms | 2º      |
| 2º   | 39 | Marco Lucchinelli | Ducati Team Lucky        | Ducati 851       | 30   | +1.090             | 3º      |
| 3º   | 3  | Joey Dunlop       | Shell Gemini Oil         | Honda RC30       | 30   | +30.050            | 5º      |
| 4º   | 17 | Fred Merkel       | RCM                      | Honda RC30       | 30   | +31.870            | 11º     |
| 5º   | 11 | Roger Marshall    |                          | Suzuki GSX-R750  | 30   | +35.830            | 6º      |
| 6º   | 8  | Kenny Irons       | Bridge Garages Exeter    | Honda RC30       | 30   | +36.090            | 9º      |
| 7º   | 15 | Jari Suhonen      | Arwidson Racing          | Yamaha FZR750    | 30   | +42.670            | 27º     |
| 8º   | 10 | Fabrizio Pirovano | Moto Club Carate Brianza | Yamaha FZR750    | 30   | +51.670            | 13º     |
| 9º   | 18 | Andy McGladdery   |                          | Suzuki GSX-R750  | 30   | +1:00.940          | 18º     |
| 10º  | 36 | Michel Mercier    | Suzuki Canada            | Suzuki GSX-R750  | 30   | +1:01.790          | 15º     |
| 11º  | 24 | Steve Williams    | Fowler Yamaha DTR        | Bimota YB4       | 30   | +1:10.160          | 19º     |
| 12º  | 57 | José Maria Pardo  | Gabi Competicion         | Yamaha FZR750    | 30   | +1:11.360          | 24º     |
| 13º  | 35 | Rueben McMurter   | Yamaha Canada            | Yamaha FZR750    | 30   | +1:17.430          | 20º     |
| 14º  | 41 | Mark Farmer       | RJF Racing               | Suzuki GSX-R750  | 29   | +1 giro            | 21º     |
| 15º  | 63 | Dave Leach        |                          | Yamaha FZR750    | 29   | +1 giro            | 25º     |
| 16º  | 37 | Tom Douglas       | Yamaha Canada            | Yamaha FZR750    | 29   | +1 giro            | 30º     |
| 17º  | 65 | John Lofthouse    |                          | Suzuki GSX-R750  | 29   | +1 giro            | 31º     |
| 18º  | 60 | Kimmo Kopra       |                          | Yamaha FZ750     | 29   | +1 giro            | 28º     |
| 19º  | 56 | Asa Moyce         |                          | Kawasaki GPX750  | 29   | +1 giro            | 34º     |
| 20º  | 22 | Esko Kuparinen    |                          | Kawasaki GPX750  | 29   | +1 giro            | 36º     |
| 21º  | 61 | Steve Veasey      |                          | Kawasaki ZXR 750 | 29   | +1 giro            | 35º     |
| 22º  | 64 | Steve Mason       |                          | Suzuki GSX-R750  | 28   | +2 giri            | 10º     |
| 23º  | 62 | Dave Hill         |                          | Suzuki GSX-R750  | 27   | +3 giri            | 37º     |
| 24º  | 19 | Graeme McGregor   |                          | Honda RC30       | 25   | +5 giri            | 32º     |
| 25º  | 7  | Anders Andersson  | Suzuki Sweden            | Suzuki GSX-R750  | 24   | +6 giri            | 17º     |

### Ritirati
| Nº | Pilota                | Squadra                    | Motocicletta    | Giri | Griglia |
| -- | --------------------- | -------------------------- | --------------- | ---- | ------- |
| 6  | Stéphane Mertens      | Bimota SpA                 | Bimota YB4      | 28   | 4º      |
| 34 | Gary Goodfellow       | Don Knit/Sugano            | Suzuki GSX-R750 | 24   | 7º      |
| 16 | Keith Huewen          | Loctite Yamaha             | Bimota YB4      | 24   | 22º     |
| 31 | Bubba Shobert         | American Honda Corporation | Honda VFR750    | 20   | 10º     |
| 14 | Peter Rubatto         | Hein Gericke               | Bimota YB4      | 17   | 16º     |
| 9  | Roger Burnett         | Honda Britain              | Honda RC30      | 15   | 1º      |
| 4  | Mark Phillips         | Loctite Yamaha             | Bimota YB4      | 14   | 12º     |
| 43 | Michael Williams      |                            | Honda VFR750    | 13   | 39º     |
| 42 | Hans Lindner          | Atomic Road Racing         | Honda RC30      | 9    | 14º     |
| 20 | Robert Dunlop         | PJ O'Kane Racing           | Honda RC30      | 9    | 26º     |
| 30 | Des Barry             |                            | Yamaha FZ750    | 9    | 29º     |
| 49 | Antonio García Moreno | Moto Accíon                | Bimota YB4      | 8    | 33º     |
| 23 | Michael Galinski      | Mitsui Yamaha Racing       | Bimota YB4      | 4    | 23º     |
| 21 | Paul Iddon            | Pee Jay Racing             | Bimota YB4      | 2    | 8º      |

### Non partito
| Nº | Pilota       | Squadra | Motocicletta | Griglia |
| -- | ------------ | ------- | ------------ | ------- |
| 47 | Peter Häfner | Davina  | Bimota YB4   | 38º     |

### Non qualificati
| Nº | Pilota           | Squadra              | Motocicletta    |
| -- | ---------------- | -------------------- | --------------- |
| 54 | Claudio Biesele  | Mitsui Yamaha Racing | Bimota YB4      |
| 52 | Darren Dixon     |                      | Suzuki GSX-R750 |
| 1  | Virginio Ferrari | Moto Club Milano     | Honda RC30      |

### Squalificati
| Nº | Pilota     | Squadra          | Motocicletta    |
| -- | ---------- | ---------------- | --------------- |
| 32 | Doug Polen | Yoshimura Suzuki | Suzuki GSX-R750 |
| 66 | Scott Gray | Yoshimura Suzuki | Suzuki GSX-R750 |

## Gara 2
Fonti

### Arrivati al traguardo
| Pos. | Nº | Pilota            | Squadra                  | Motocicletta     | Giri | Tempo              |
| ---- | -- | ----------------- | ------------------------ | ---------------- | ---- | ------------------ |
| 1º   | 39 | Marco Lucchinelli | Ducati Team Lucky        | Ducati 851       | 30   | 38 min 15 s 910 ms |
| 2º   | 17 | Fred Merkel       | RCM                      | Honda RC30       | 30   | +9.350             |
| 3º   | 9  | Roger Burnett     | Honda Britain            | Honda RC30       | 30   | +15.500            |
| 4º   | 10 | Fabrizio Pirovano | Moto Club Carate Brianza | Yamaha FZR750    | 30   | +20.930            |
| 5º   | 3  | Joey Dunlop       | Shell Gemini Oil         | Honda RC30       | 30   | +21.580            |
| 6º   | 11 | Roger Marshall    |                          | Suzuki GSX-R750  | 30   | +23.890            |
| 7º   | 18 | Andy McGladdery   |                          | Suzuki GSX-R750  | 30   | +46.610            |
| 8º   | 8  | Kenny Irons       | Bridge Garages Exeter    | Honda RC30       | 30   | +50.370            |
| 9º   | 24 | Steve Williams    | Fowler Yamaha DTR        | Bimota YB4       | 30   | +53.780            |
| 10º  | 15 | Jari Suhonen      | Arwidson Racing          | Yamaha FZR750    | 30   | +53.820            |
| 11º  | 41 | Mark Farmer       | RJF Racing               | Suzuki GSX-R750  | 30   | +1:16.270          |
| 12º  | 7  | Anders Andersson  | Suzuki Sweden            | Suzuki GSX-R750  | 30   | +1:25.010          |
| 13º  | 63 | Dave Leach        |                          | Yamaha FZR750    | 29   | +1 giro            |
| 14º  | 65 | John Lofthouse    |                          | Suzuki GSX-R750  | 29   | +1 giro            |
| 15º  | 37 | Tom Douglas       | Yamaha Canada            | Yamaha FZR750    | 29   | +1 giro            |
| 16º  | 56 | Asa Moyce         |                          | Kawasaki GPX750  | 29   | +1 giro            |
| 17º  | 22 | Esko Kuparinen    |                          | Kawasaki GPX750  | 29   | +1 giro            |
| 18º  | 61 | Steve Veasey      |                          | Kawasaki ZXR 750 | 29   | +1 giro            |
| 19º  | 19 | Graeme McGregor   |                          | Honda RC30       | 28   | +2 giri            |
| 20º  | 62 | Dave Hill         |                          | Suzuki GSX-R750  | 27   | +3 giri            |

### Ritirati
| Nº | Pilota           | Squadra                    | Motocicletta    | Giri |
| -- | ---------------- | -------------------------- | --------------- | ---- |
| 2  | Davide Tardozzi  | Bimota SpA                 | Bimota YB4      | 29   |
| 35 | Rueben McMurter  | Yamaha Canada              | Yamaha FZR750   | 29   |
| 14 | Peter Rubatto    | Hein Gericke               | Bimota YB4      | 21   |
| 31 | Bubba Shobert    | American Honda Corporation | Honda VFR750    | 19   |
| 57 | José Maria Pardo | Gabi Competicion           | Yamaha FZR750   | 19   |
| 36 | Michel Mercier   | Suzuki Canada              | Suzuki GSX-R750 | 11   |
| 16 | Keith Huewen     | Loctite Yamaha             | Bimota YB4      | 10   |
| 6  | Stéphane Mertens | Bimota SpA                 | Bimota YB4      | 0    |
| 60 | Kimmo Kopra      |                            | Yamaha FZ750    | 0    |
| 64 | Steve Mason      |                            | Suzuki GSX-R750 | 0    |

### Non partiti
| Nº | Pilota                | Squadra              | Motocicletta    |
| -- | --------------------- | -------------------- | --------------- |
| 34 | Gary Goodfellow       | Don Knit/Sugano      | Suzuki GSX-R750 |
| 30 | Des Barry             |                      | Yamaha FZ750    |
| 20 | Robert Dunlop         | PJ O'Kane Racing     | Honda RC30      |
| 49 | Antonio García Moreno | Moto Accíon          | Bimota YB4      |
| 23 | Michael Galinski      | Mitsui Yamaha Racing | Bimota YB4      |
| 21 | Paul Iddon            | Pee Jay Racing       | Bimota YB4      |
| 47 | Peter Häfner          | Davina               | Bimota YB4      |
| 42 | Hans Lindner          | Atomic Road Racing   | Honda RC30      |
| 43 | Michael Williams      |                      | Honda VFR750    |
| 4  | Mark Phillips         | Loctite Yamaha       | Bimota YB4      |

## Gara combinata
Fonte

### Classificati
| Pos. | Nº | Pilota            | Squadra                  | Motocicletta     | Giri | Tempo                  | Punti |
| ---- | -- | ----------------- | ------------------------ | ---------------- | ---- | ---------------------- | ----- |
| 1º   | 39 | Marco Lucchinelli | Ducati Team Lucky        | Ducati 851       | 60   | 1 h 16 min 07 s 720 ms | 20    |
| 2º   | 17 | Fred Merkel       | RCM                      | Honda RC30       | 60   | +40.130                | 17    |
| 3º   | 3  | Joey Dunlop       | Shell Gemini Oil         | Honda RC30       | 60   | +50.540                | 15    |
| 4º   | 11 | Roger Marshall    |                          | Suzuki GSX-R750  | 60   | +58.630                | 13    |
| 5º   | 10 | Fabrizio Pirovano | Moto Club Carate Brianza | Yamaha FZR750    | 60   | +1:11.510              | 11    |
| 6º   | 8  | Kenny Irons       | Bridge Garages Exeter    | Honda RC30       | 60   | +1:25.370              | 10    |
| 7º   | 15 | Jari Suhonen      | Arwidson Racing          | Yamaha FZR750    | 60   | +1:35.400              | 9     |
| 8º   | 18 | Andy McGladdery   |                          | Suzuki GSX-R750  | 60   | +1:46.460              | 8     |
| 9º   | 24 | Steve Williams    | Fowler Yamaha DTR        | Bimota YB4       | 60   | +2:02.850              | 7     |
| 10º  | 41 | Mark Farmer       | RJF Racing               | Suzuki GSX-R750  | 59   | +1 giro                | 6     |
| 11º  | 63 | Dave Leach        |                          | Yamaha FZR750    | 58   | +2 giri                | 5     |
| 12º  | 37 | Tom Douglas       | Yamaha Canada            | Yamaha FZR750    | 58   | +2 giri                | 4     |
| 13º  | 65 | John Lofthouse    |                          | Suzuki GSX-R750  | 58   | +2 giri                | 3     |
| 14º  | 56 | Asa Moyce         |                          | Kawasaki GPX750  | 58   | +2 giri                | 2     |
| 15º  | 22 | Esko Kuparinen    |                          | Kawasaki GPX750  | 58   | +2 giri                | 1     |
| 16º  | 61 | Steve Veasey      |                          | Kawasaki ZXR 750 | 58   | +2 giri                |       |
| 17º  | 62 | Dave Hill         |                          | Suzuki GSX-R750  | 54   | +6 giri                |       |
| 18º  | 7  | Anders Andersson  | Suzuki Sweden            | Suzuki GSX-R750  | 54   | +6 giri                |       |
| 19º  | 19 | Graeme McGregor   |                          | Honda RC30       | 53   | +7 giri                |       |

### Non classificati
| Nº | Pilota                | Squadra                    | Motocicletta    | Giri |
| -- | --------------------- | -------------------------- | --------------- | ---- |
| 35 | Rueben McMurter       | Yamaha Canada              | Yamaha FZR750   | 59   |
| 2  | Davide Tardozzi       | Bimota SpA                 | Bimota YB4      | 59   |
| 57 | José Maria Pardo      | Gabi Competicion           | Yamaha FZR750   | 49   |
| 9  | Roger Burnett         | Honda Britain              | Honda RC30      | 45   |
| 36 | Michel Mercier        | Suzuki Canada              | Suzuki GSX-R750 | 41   |
| 31 | Bubba Shobert         | American Honda Corporation | Honda VFR750    | 39   |
| 14 | Peter Rubatto         | Hein Gericke               | Bimota YB4      | 38   |
| 16 | Keith Huewen          | Loctite Yamaha             | Bimota YB4      | 34   |
| 60 | Kimmo Kopra           |                            | Yamaha FZ750    | 29   |
| 6  | Stéphane Mertens      | Bimota SpA                 | Bimota YB4      | 28   |
| 64 | Steve Mason           |                            | Suzuki GSX-R750 | 28   |
| 34 | Gary Goodfellow       | Don Knit/Sugano            | Suzuki GSX-R750 | 24   |
| 4  | Mark Phillips         | Loctite Yamaha             | Bimota YB4      | 14   |
| 43 | Michael Williams      |                            | Honda VFR750    | 13   |
| 30 | Des Barry             |                            | Yamaha FZ750    | 9    |
| 42 | Hans Lindner          | Atomic Road Racing         | Honda RC30      | 9    |
| 20 | Robert Dunlop         | PJ O'Kane Racing           | Honda RC30      | 9    |
| 49 | Antonio García Moreno | Moto Accíon                | Bimota YB4      | 8    |
| 23 | Michael Galinski      | Mitsui Yamaha Racing       | Bimota YB4      | 4    |
| 21 | Paul Iddon            | Pee Jay Racing             | Bimota YB4      | 2    |